# 小行星7651
小行星7651（英語：7651 Villeneuve）是一颗围绕太阳公转的小行星。1990年11月15日，艾瑞克·怀特·埃尔斯特在拉西拉天文台发现了此天体。
这颗小行星的绝对星等为126.38831等。